# Bonatea (chi bướm)
Bonatea là một chi bướm đêm thuộc họ Geometridae.

## Các loài
- Bonatea duciata
- Bonatea flexilineata
- Bonatea funerea
- Bonatea funereoides
- Bonatea griseolata
- Bonatea indecisa
- Bonatea maculata
- Bonatea praeclara
- Bonatea undilinea
- Bonatea viridilinea
- Bonatea viridirufa